# Costa neoRomantica
Le Costa neoRomantica est un navire de croisière construit en 1993 par les chantiers navals Fincantieri de Venise pour la compagnie italienne Costa Croisières, dont il est l’un des premiers navires construits spécifiquement pour la croisière et, au moment de sa mise en service, le plus gros navire de la compagnie. Mis en service en septembre 1993 sous le nom de Costa Romantica, il fait l’objet d’une importante rénovation à l’hiver 2012. Il intègre dès lors la neoCollection et voit son nom légèrement modifié, devenant le Costa neoRomantica.
Désarmé à la suite de la pandémie de Covid-19 en mars 2020, il est vendu à la compagnie grecque Celestyal Cruises, qui envisage de l’utiliser pour des croisières dans les îles de la mer Égée sous le nom de Celestyal Experience. Mais les mesures sanitaires retardent la reprise d’activités dans le domaine de la croisière et la compagnie, soucieuse de maintenir ses comptes, finit par vendre le navire à une société de démolition navale. Renommé Antares Experience, il est échoué au début du mois de décembre 2021 à Gadani afin d’y être démantelé.

## Histoire

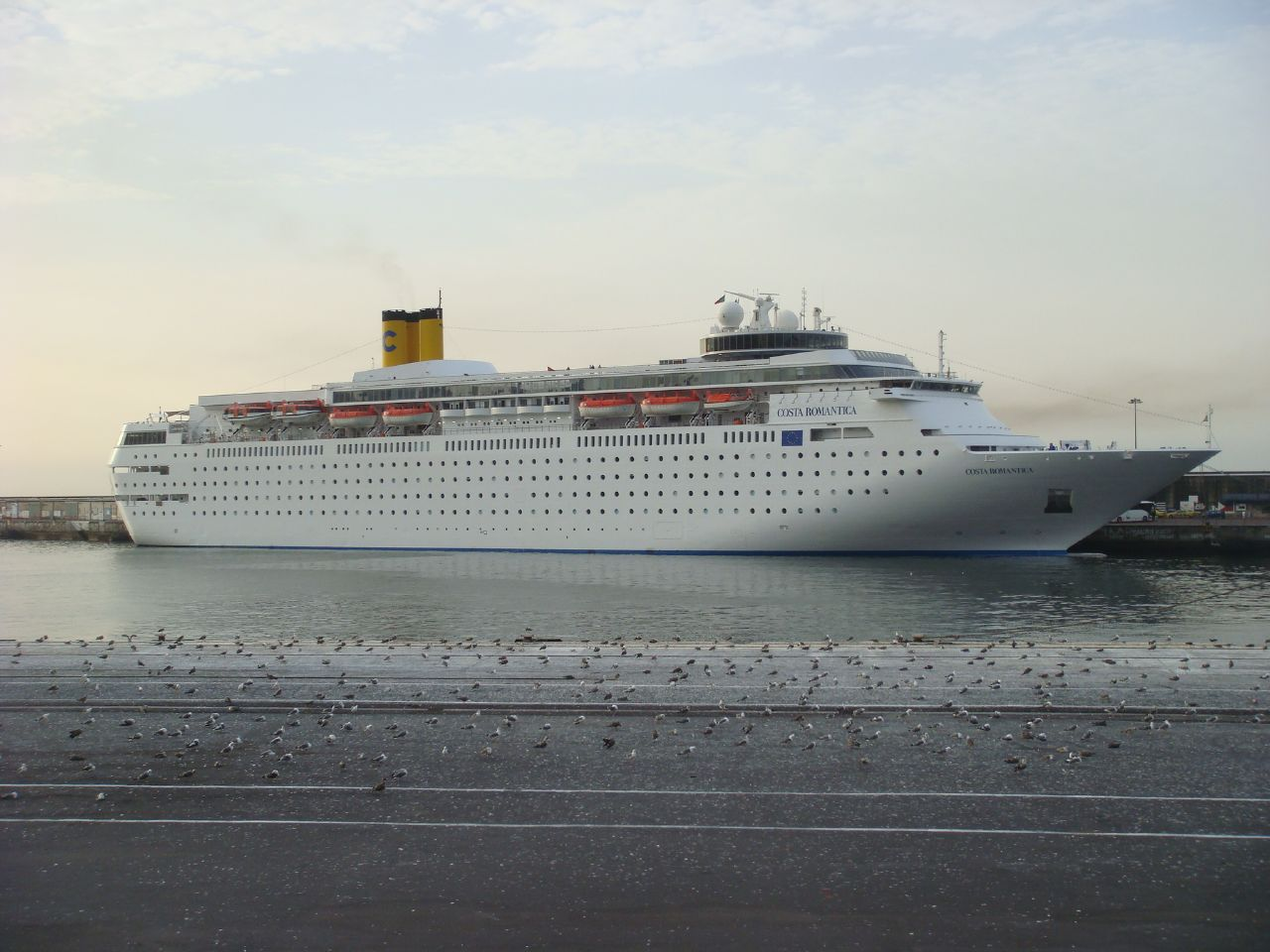
Le Costa Romantica amarré à Funchal en juillet 2007.

Le Costa Romantica est un navire de croisière construit en 1993 par les chantiers navals Fincantieri de Venise pour la compagnie italienne Costa Croisières, dont il est, avec le Costa Classica, l’un des premiers navires construits spécifiquement pour la croisière. Il est lancé le 28 novembre 1992, puis baptisé sous le nom de Costa Romantica par Maria Alessandra Costa Fantoni le 22 septembre 1993, dans la ville où il a été construit. Il est alors affecté à des croisières en Europe et dans les Caraïbes.
À partir de 1996, il assure des croisières en Méditerranée et passe régulièrement par le port de Marseille.

### Costa neoRomantica
Le navire rejoint le chantier T. Mariotti à Gênes, le 29 octobre 2011. Il  y est entièrement rénové, transformé et rebaptisé Costa neoRomantica. Le 20 février 2012, il reprend du service pour une croisière de 11 nuits avec l'itinéraire Savone - Barcelone - Casablanca - Agadir - Arrecife - Santa Cruz de Tenerife - Cadix - Malaga - Savone.